# Jackson C. Frank
Jackson C. Frank (Buffalo, Nova Iorque, 2 de março de 1943 – Great Barrington, 3 de março de 1999) foi um músico norte-americano de Folk. Apesar de só ter lançado um álbum oficial em sua vida e de nunca ter atingido o sucesso comercial, ele influenciou diversos músicos famosos como Paul Simon, Sandy Denny e Nick Drake. 

## Vida Inicial
Quando Jackson Frank tinha 11 anos, uma fornalha explodiu em sua escola, Cleveland Hill Elementary School em Cheektowaga, Nova Iorque. O fogo, em 31 de Março de 1954, matou quinze de seus colegas, incluindo Marlene du Pont, sua então namorada, sobre quem ele iria depois escrever a canção "Marlene". Frank sobreviveu, mas sofreu queimaduras em mais de 50% de seu corpo. Durante os 7 meses em que recuperava no hospital, Jackson aprendeu a tocar guitarra. No período de recuperação conheceu Elvis Presley, que lhe enviou uma carta e uma fotografia autografada (anos depois, iria vendê-las para ter dinheiro para comer).
Por volta dos 16 anos, já tinha um duo de rock n’roll com um baterista, mas o seu gosto pendia para as canções antigas – particularmente canções com história – e envolveu-se na cena folk local, começando a levá-la mais a sério. Ainda chegou a candidatar-se para o curso de jornalismo, na perspectiva de um apoio seguro, mas em 1964 quando fez 21 anos e atingiu a maioridade, recebeu 110 500 dólares (cerca de meio milhão de dólares no câmbio atual), sendo um terço dessa quantia paga à seu advogado, de indenização pelos danos causados pelo incêndio.
Tinha dificuldades em manter relações amorosas. Uma das suas companheiras quis deixá-lo, anunciando que iria para a Europa. Para tentar salvar a relação, Jackson foi com ela, no RMS Queen Elizabeth, rumo a Inglaterra. Foi nessa viagem de 5 dias que ele escreveu sua música mais famosa, Blues Run The Game. Apesar de ter feito parte de diversos grupos musicais, ele diz que essa foi a primeira canção que escrevera.